# Dick Noel (Posaunist)
Richard „Dick“ Noel (* 1926; † 1989) war ein US-amerikanischer Jazzposaunist, der sich vor allem als Studiomusiker in Los Angeles betätigte.
Noel war ab den frühen 1940er-Jahren Mitglied in populären amerikanischen Swingbands, zunächst ab 1943 bei Les Brown, mit dem 1943 erste Aufnahmen bei einem Livemitschnitt aus dem Hollywood Palladium entstanden. Ab 1945 spielte er bei Tommy Dorsey und 1946 bei Harry James, 1951–1953 erneut bei Les Brown in Los Angeles. In den folgenden Jahren war er dort in den folgenden Jahren als Sessionmusiker tätig, u. a. zu hören bei Aufnahmen von Frank Sinatra/Axel Stordahl (1952), Ray Anthony, June Christy/Pete Rugolo, Buddy DeFranco, Fred Katz, Keely Smith, Jack Teagarden, Lucy Ann Polk, John Towner Williams, Bob Thompson, Maxwell Davis, Dick Cathcart, Paul Weston, bei Billy May mit Anita O’Day (1959) und Ella Fitzgerald (1961), ferner mit Greg McRitchie, The Four Freshmen, Marty Paich und Skip Martin. In den frühen 1960er-Jahren arbeitete er noch mit Billy Eckstine, Frank Capp, Louis Bellson (Swings Jule Styne), Dave Pell, Dean Martin/Nelson Riddle (This Time I'm Swingin’), Glen Gray, Sammy Davis, Jr., Johnny Williams, The Modernaires (Play Tribute to Glenn Miller), Al Hirt, Elmer Bernstein (Movie & TV Themes) und Johnny Mandel (The Sandpiper, 1965).
Unter eigenem Namen legte Noel mit seiner Band Dick Noel & The Academy Brass um 1968 das Album Alright-Okay-You Win vor, mit Jazznummern wie „I Found a New Baby“, „When My Sugar Walks Down the Street“, „Thoroughly Modern Millie“ und „Dindi“, arrangiert von Billy Byers. Er spielte zudem um 1970 in Posaunenensembles und schrieb Kompositionen für Posaune, wie „Concert Piece for trombone quartet“. Der Diskograf Tom Lord listet Noel zwischen 1943 und 1965 bei 267 Aufnahmesessions, u. a. auch bei Boyd Raeburn, Ziggy Elman (1947) und Herb Jeffries.